# Siraya (volk)
De Siraya's zijn een van de oorspronkelijke Austronesische volken van Formosa, het huidige Taiwan, die tezamen ook wel aangeduid worden als Taiwanese aboriginals. Het woongebied van de Siraya's was het zuidwesten van het eiland. Van de leefwijze, religie en sociale normen van de oorspronkelijke volken op Taiwan is dat van de Siraya's het bekendst. Hun woongebied maakte deel uit van het gebied dat de VOC tijdens de periode van 1622 tot 1662 als Nederlands-Formosa bestuurde. Hun woongebied was ook het eerste waarover het Nederlands gezag heerste. Er zijn ongeveer dertig zendelingen in dienst van de VOC actief geweest op Nederlands-Formosa, waarvan de meeste in het gebied van de Siraya's. Voor de zeventiende eeuw was de zending onder de Siraya's in de geschiedenis van de VOC uniek, aangezien dit het enige gebied was waar een kerk ontstond onder niet-christenen.

## Gezinsverbanden

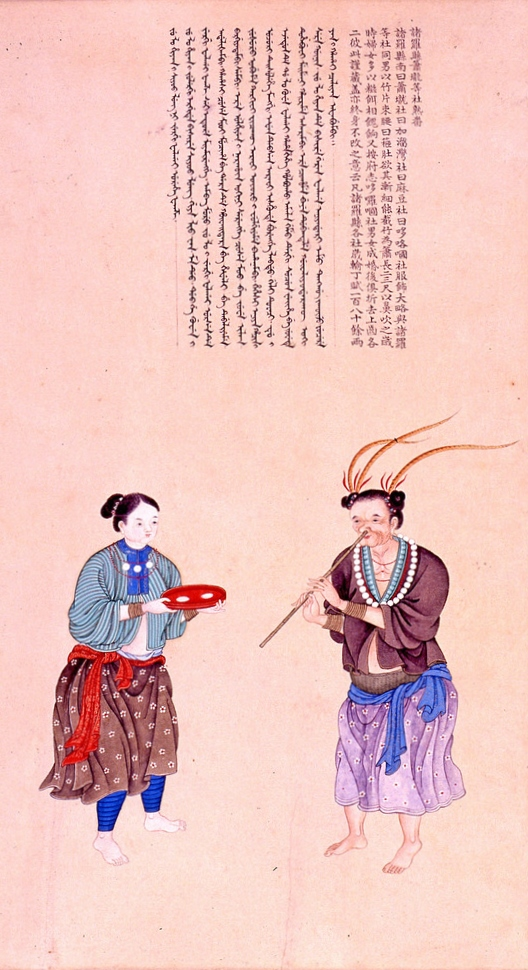
Man en vrouw van de Siraya's

Er waren op Formosa enkele politieke entiteiten boven het niveau van een dorp. In het zuiden was een entiteit die de Nederlanders benoemden als Lonkjouw en ten noorden van de Siraya's het koninkrijk Middag die beiden het gezag hadden over ongeveer vijftien dorpen. Bij de Siraya's was het dorp de hoogste politieke entiteit. Het inwoneraantal van de dorpen varieerde van ongeveer 2000 voor de grootste tot 1000 voor de kleinste.
De oudste bewaard gebleven beschrijving van de Siraya's is afkomstig van Chen Di, een Chinese reiziger. Ook al in zijn verslag, Dong fan ji (een verslag over de oostelijke barbaren) maakte hij melding van de voortdurende strijd tussen de dorpen en het daarbij behorende koppensnellen. In zijn verslag beschreef hij dat de vrouwen op het land werkten en de mannen trainden voor de jacht en oorlogsvoering. Het zijn opmerkingen die geheel overeenkomen met wat de eerste Nederlandse zendelingen ook schreven. Pas als een man van de Siraya's een afgesneden hoofd als trofee had bemachtigd, werd hij als een volwassen man beschouwd.
Mannen en vrouwen leefden voor het grootste deel van hun levens gescheiden. Op de leeftijd van vier jaar werd een jongen opgenomen in het mannenhuis. Mannen konden een huwelijk aangaan op de leeftijd van twintig jaar, maar moesten daarna nog steeds in het mannenhuis verblijven. Zij bezochten hun vrouw - en vaak ook andere vrouwen- gedurende de nacht min of meer in het geheim. Pas op de leeftijd van veertig jaar kon hij gaan samenwonen met zijn vrouw, vanwege het feit dat hij dan niet meer actief hoefde te zijn tijdens de jacht en de oorlog. Als zijn vrouw voor die leeftijd zwanger werd was er een systeem van gedwongen abortus. Uit verslagen van Nederlandse zendelingen wordt duidelijk dat het overgrote deel van de vrouwen tijdens hun leven meerdere abortussen hadden gehad. Die werden uitgevoerd door de inibs, vrouwelijke priesters. Zij waren de verbinding tussen de godenwereld en de dorpelingen.

## Economie
Al voor de zestiende eeuw functioneerde Formosa als een vorm van entrepot voor intra-Aziatisch handelsverkeer. In de zestiende eeuw vaardigde de Ming-dynastie een verbod uit op Chinees-Japanse handel. Vanaf ongeveer 1570 ontdoken Japanse en Chinese handelaren dat verbod en troffen elkaar aan de zuidwestkust van Formosa, het woongebied van de Siraya's. De Chinese handelaren kochten vooral relatief goedkoop Japans zilver. De Japanners kochten porselein en zijde. Beide partijen, maar vooral de Chinezen gingen later in de zestiende en vooral in de zeventiende eeuw grote hoeveelheden huiden van sikaherten kopen van de Siraya's. Dit hert was in deze periode nog in kudden van duizenden op het eiland aanwezig. De Siraya's kochten van de Chinezen textiel, ijzer, keramiek en zout. De handel in hertenhuiden werd vanaf eind zestiende eeuw de dominante factor in de economie van de Siraya's. Het gevolg was ook dat al voor de komst van de Nederlanders er permanente vestigingen waren van Chinezen en Japanners. De vestiging van de Japanners verdween na 1640 als gevolg van de afsluiting van het land. 

## Religie van de Siraya's
Het religieuze systeem van de Siraya's kende een groot aantal goden, waarvan er dertien de belangrijkste waren. De machtigste goden waren Tamagisangang en zijn vrouw Takaraenpada. Als die niet voldoende vereerd werden zou hongersnood, ziekte en de verwoesting van het dorp het gevolg zijn. 
Er waren daarnaast goden die zorgden voor zaken als een goede oogst, goede jacht, bescherming tegen vijanden en die bij ziekten om hulp konden worden gevraagd. Andere goden vaardigden taboes uit en dreigden met strenge straffen als die niet nageleefd werden. Er waren gedurende een jaar zeven perioden waarin belangrijke religieuze festiviteiten plaatsvonden. In enkele daarvan werd van mannen verwacht dat zij zoveel mogelijk geslachtsgemeenschap hadden met zoveel mogelijk vrouwen. Het jaarritme van de Siraya's werd dus bepaald door perioden van festiviteiten waar heel veel geoorloofd was en perioden waar strikte taboes golden. Die taboes hadden betrekking op vrijwel alle aspecten van het dagelijks leven, zoals familieleven, inrichting van het huis, eten en drinken, het veld bewerken, wijze van kleden en handel. Op het naleven van de taboes werd toegezien door de vrouwelijke priesters.

## Onder bestuur van de VOC

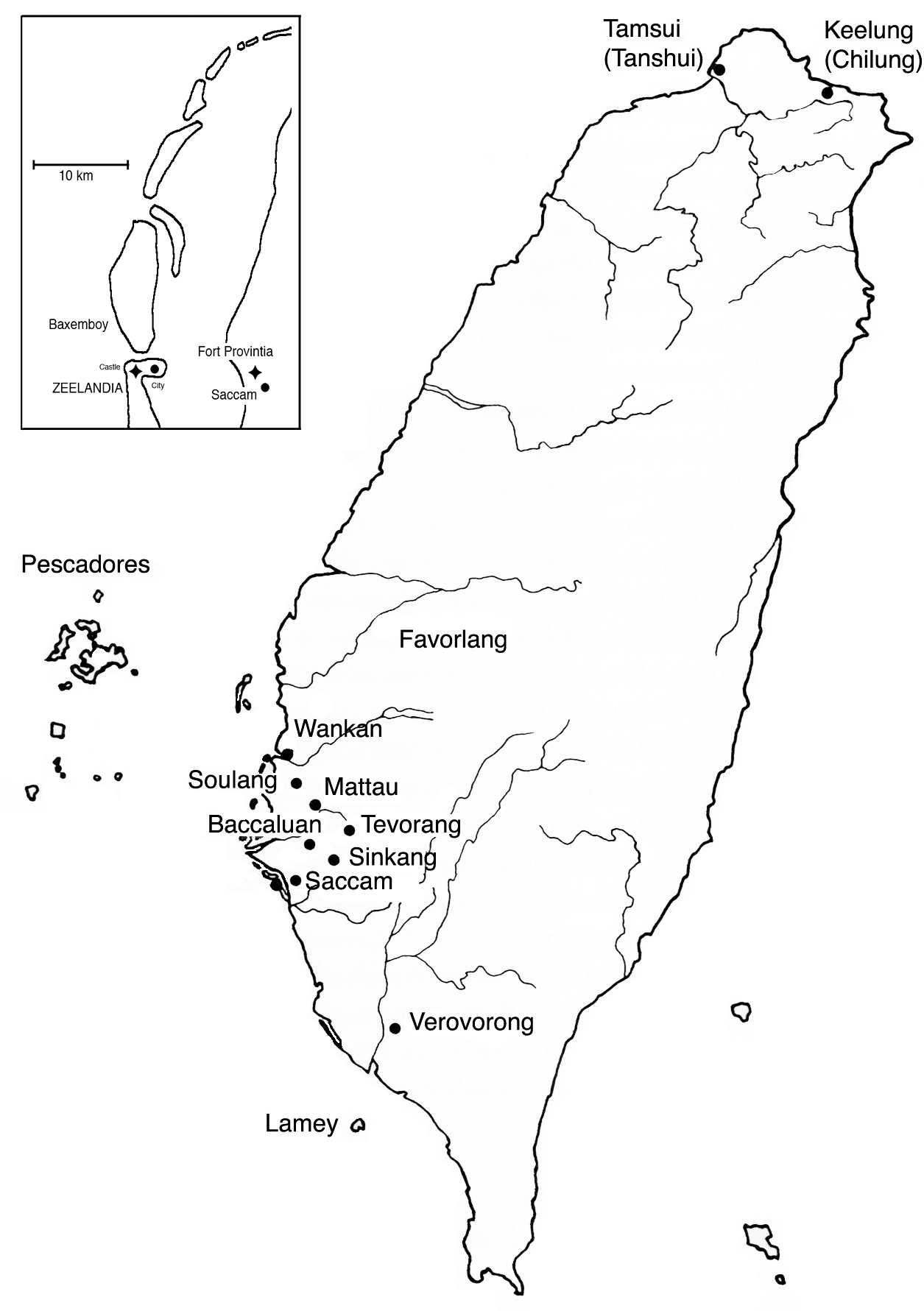
De zeven dorpen van de Siraya's ten noorden en westen van Fort Zeelandia. Het gebied aangeduid als Favorlang alsmede het gehele noorden van het eiland, Spaans-Formosa, werd pas na 1640 onder Nederlands gezag gebracht.

De periode van de VOC op het eiland begon in 1622. Even te noorden en westen van Fort Zeelandia, de belangrijkste vestiging van de compagnie, lagen de zeven belangrijkste dorpen van de Siraya's. In 1627 vestigde Georgius Candidius, de eerste zendeling op het eiland zich in Sinkan, een van de kleinere dorpen van Siraya´s. Candidius ontwikkelde een zendingsstrategie waarin de ontwikkeling van een schriftsysteem voor die bevolking en hen te leren lezen en schrijven van cruciaal belang was. Hij ontwikkelde een schriftsysteem in Latijns schrift voor hun taal, het Siraya, en vertaalde daarin een aantal gebeden en de belangrijkste geloofsartikelen. 
Een tweede pijler van zijn strategie was het versterken van het Nederlands gezag in zijn werkgebied. In 1631 aanvaardden de dorpelingen van Sinkan de Nederlandse autoriteit over hun gebied. Kort voor het eind van zijn eerste termijn kon Candidius vijftig dorpelingen in hun eigen taal dopen. 
Er bleven echter onderlinge twisten tussen de dorpen. Tijdelijke allianties richtten zich ook tegen het Nederlands gezag. Met name het grootste dorp, Matauw, zorgde voor grote problemen. In 1635 bracht de VOC versterkingen naar Formosa en vond een strafexpeditie tegen de dorpen Matauw en Soulang plaats. De tweede zendeling op het eiland, Robertus Junius, coördineerde een aantal militaire, kerkelijke en administratieve aspecten van de campagne. Hij trad op als de gezant van gouverneur Hans Putmans bij de overdracht van de macht in de dorpen aan het Nederlands gezag. Hierna was het Nederlands gezag in het gebied van de Siraya's stevig verankerd en brak de periode aan die wel de Pax Hollandica wordt genoemd.
Junius schreef tijdens zijn verblijf drie catechismi die door hem in het Siraya vertaald werden. Junius heeft tijdens zijn twee perioden op Formosa ongeveer 5500 volwassenen Siraya's gedoopt en 1000 christelijke huwelijken gesloten waarbij mannen en vrouwen vanaf het begin van dat huwelijk samenwoonden. Junius coördineerde ook de verbanning van ongeveer 250 vrouwelijke priesters uit de dorpen van de Siraya's. Een iets later aanwezige zendeling, Daniël Gravius, vertaalde het evangelie van Matteüs en dat van Johannes in het Siraya.

## Na het vertrek van de VOC

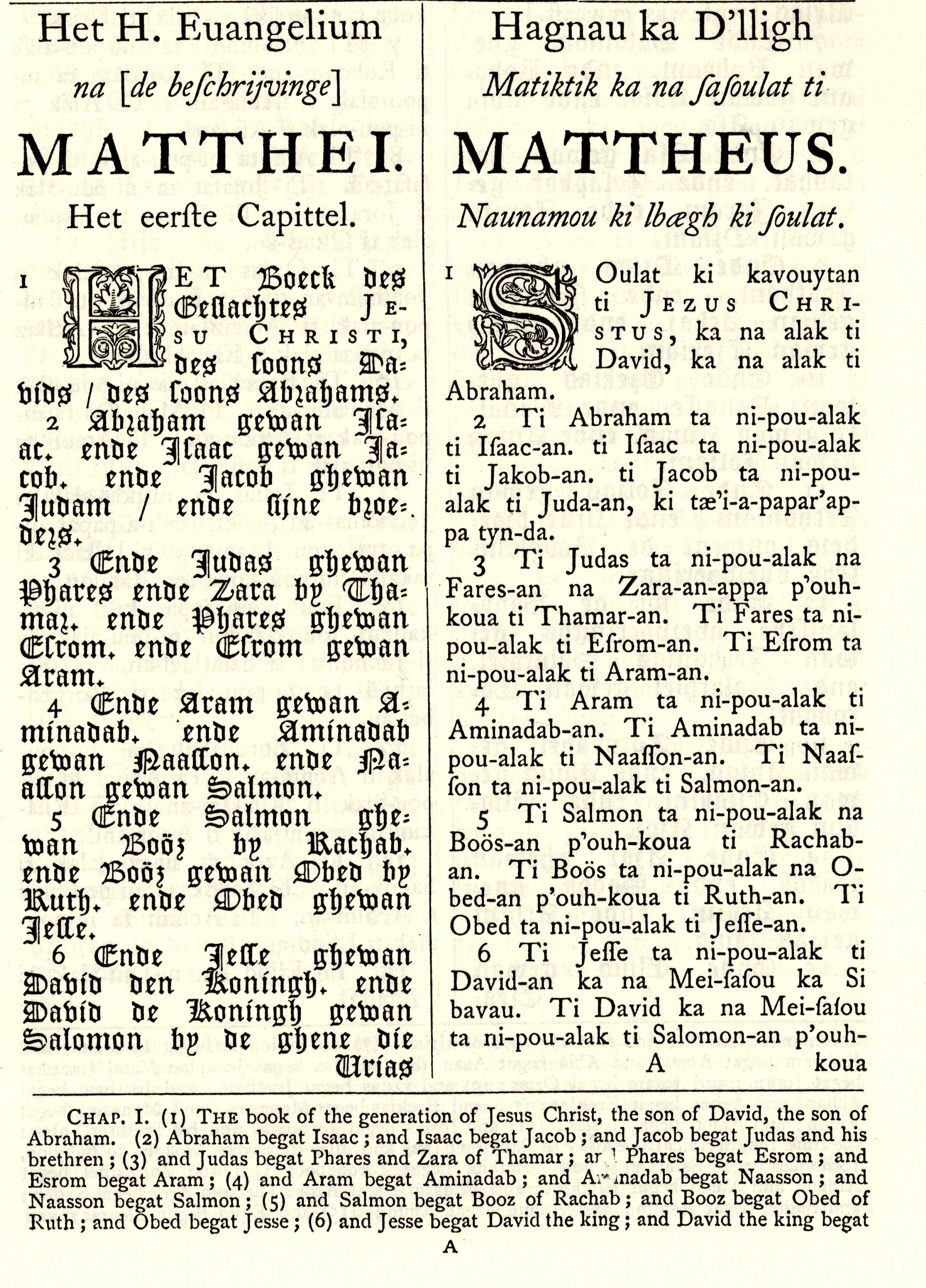
Pagina in het Nederlands en Siraya van het evangelie van Matteüs. Vertaling van Daniël Gravius, 1666.Het Engels onderaan de pagina is pas in 1888 toegevoegd door de Schotse zendeling William Campbell.

In 1662 verdreef Koxinga de VOC en de Nederlanders uit Formosa. Tot 1683 regeerden zijn zoon en kleinzoon het eiland als het Koninkrijk Tungning. In dat jaar veroverde de Qing-dynastie het eiland en werd het onderdeel van het Chinese rijk. Een van de gevolgen was een aanzienlijk verdere groei van het aantal Chinezen uit met name de provincie Fujian dat zich op het eiland vestigden. In dat proces wordt Hokkien Chinees ook bij de Siraya's de dominante taal.
Een halve eeuw na het vertrek van de VOC bezocht de jezuïet Joseph Anne Marie de Moyriac de Mailla in 1715 Formosa. Hij trof bij een aantal Siraya's nog kennis van enkele christelijke noties zoals God als schepper van de wereld en dat Adam en Eva de eerste mensen waren. Onder de culturele druk van steeds toenemende immigratie van Chinezen verdwenen echter ook deze noties en werden vervangen door vormen van Chinees volksgeloof met de nadruk op voorouderverering. De oorspronkelijke god van de vruchtbaarheid van de Siraya's, A-li-tsu, werd opgenomen in het pantheon van dit volksgeloof op Taiwan. 
De geletterdheid in Latijns schrift bleef echter lang bestaan. Koop- en pachtcontracten werden op het eiland tot in de negentiende eeuw nog geschreven in Latijns schrift volgens de spelling van de zeventiende eeuw die de zendelingen hanteerden. Het was voor de Siraya's een belangrijk instrument in het waarborgen van althans enige rechten tegenover hun Chinese pachtheren. Er moet onder de Siraya's dus iets van een onderwijssysteem gefunctioneerd hebben om die kennis door te geven aan steeds een volgende generatie.

## Eenentwintigste eeuw

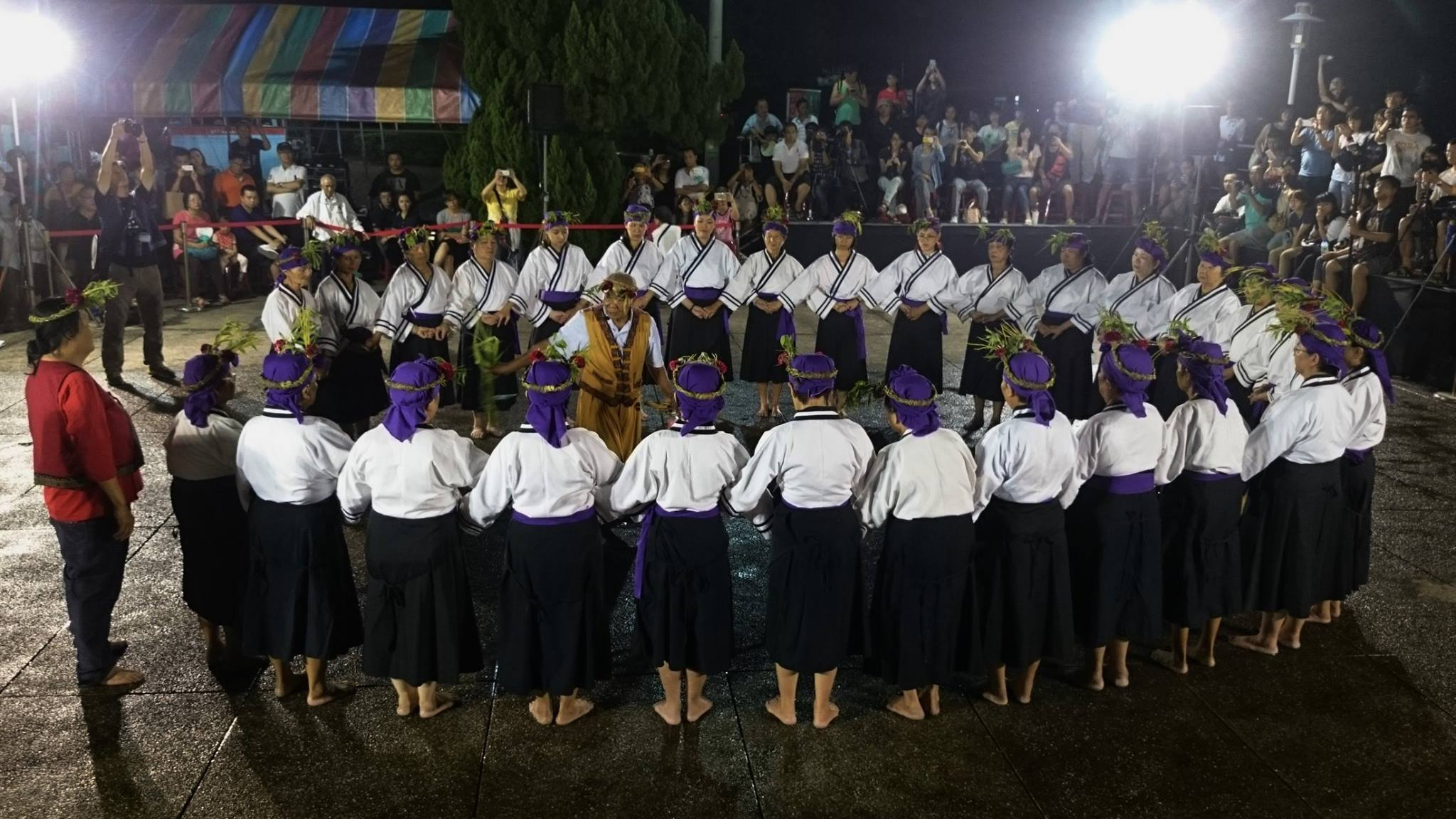
Siraya's in de eenentwintigste eeuw in traditionele kleding

Er zijn op Taiwan nog groepen die zichzelf identificeren als Siraya. In 1999 werd een Siraya Culture Association opgericht. Er zijn pogingen gedaan het Siraya als taal te reconstrueren. In 2002 kwam een woordenlijst uit van 4000 woorden in het Siraya. Op enkele scholen wordt ook de taal weer onderwezen. In 2018 besliste het Hooggerechtshof van Taiwan, dat de Siraya's formeel erkend dienden te worden als een van de officiële erkende minderheidsgroepen met dezelfde rechten als eerder erkende oorspronkelijke Formosaanse volken.